# 카린 방언

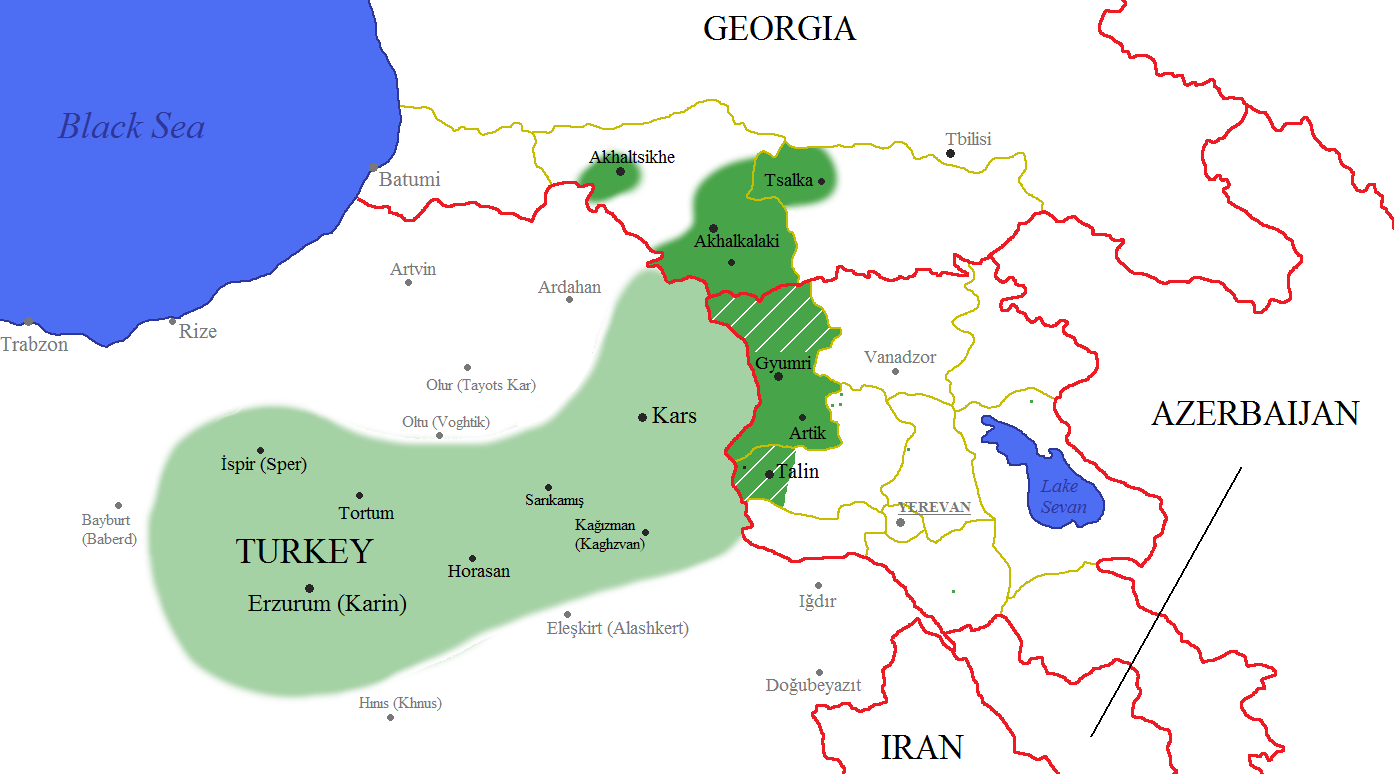
카린 방언의 분포도
현재
1915년~1920년 이전
카린 방언이 사용되었던/되는 곳 모두가 아르메니아인 다수 지역이었던 것은 아니었음/아님

카린 방언(~方言, 아르메니아어: Կարնո բարբառ)은 서부 아르메니아어의 방언으로, 본래 에르주룸(아르메니아어: Կարին 카린) - 지금은 터키 동부에 있는 도시 - 주변에서 사용되었다.
제 1차 세계대전 이전, 카린 방언은 오스만 제국령 에르주룸주(Erzurum Vilayet)와 러시아 제국령 카르스주에 거주하는 대부분의 아르메니아인들이 사용했다. 1915년의 아르메니아인 학살 이후, 에르주룸에 살던 아르메니아인 대부분은 러시아령 아르메니아로 탈출했다. 카르스와 카르스주는 1918년, 아르메니아 민주 공화국의 영토가 되었으나, 터키-아르메니아 전쟁의 결과 1920년 가을, 터키 국민회의파에 점령되었다.
오늘날, 카린 방언은 가장 널리 말해지는 서부 아르메니아어 방언이다. 다른 서부 아르메니아 방언들은 아르메니아인 대학살 이후 사실상 사라지게 되었다. 아르메니아 북서부(귬리 시와 그 주변)와 조지아의 삼츠헤자바헤티주에 거주하는 아르메니아인들에게서 사용된다.

## 방언권
저명한 아르메니아인 언어학자 흐라치아 아자랸(Hrachia Adjarian)의 1909년 저작 아르메니아 방언분류(프랑스어: Classification des dialectes arméniens)에 따르면, 카린 방언은 에르주룸(방언권의 중심이라고 그가 표현한 곳), 카르스, 알렉산드로폴과 아할치헤 등의 도시에서 사용된다. 두 차례의 러시아-투르크 전쟁(1828~29년, 1877~78년) 이후, 에르주룸 지방의 많은 아르메니아인들은 러시아 제국령 동부 아르메니아로 이주해왔다. 그들은 대부분 자바헤티와 시라크 지방에 정착했다.

### 현황
오늘날의 아르메니아 공화국 내에서, 카린 방언은 주로 귬리, 아르티크, 아쿠랸과 아긴 같은 도시에서 사용되는데, 모두 시라크주에 있는 곳들이다.(주변 130여개 마을에서 사용). 이 방언은 아라가초튼주 서부에서도 사용된다 : 주로 탈린 시와 아라가트, 노르 아티크 등의 마을이다. 북부 아라가초튼주의 3개 마을(게가조르, 레르나파르, 게가디르) 또한 사용한다. 게가르쿠니크주 마르투니 마을, 아라라트주 우르차조르, 부자칸 마을, 코타이크주의 카푸탄 마을에서도 사용한다. 조지아의 삼츠헤자바헤티주에 거주하는 아르메니아인들도 사용한다.

## 발음
흐라치아 아자랸은 카린 방언을 "부드럽고 애교있는" 발음이라고 했다. 그에 따르면, 이 방언은 세 단계의 자음이 있는데, 다음과 같이 자음변화한다.
| բ (bh) | — | պ (b) | — | փ (pʰ) |
| դ (dh) | — | տ (d) | — | թ (tʰ) |
| գ (gh) | — | կ (g) | — | ք (kʰ) |
| ձ (jh) | — | ծ (j) | — | ց (ç)  |
| ջ (jh) | — | ճ (ĵ) | — | չ (č)  |

## 유명한 화자(話者)
- 유리 바르다냔 - 역도 선수
- 이스라엘 밀리토샨 - 역도 선수

## 같이 보기
- 무시 방언
- 동부 아르메니아어 - 예레반 방언, 카라바흐 방언